# Dragon Fall
Dragon Fall es una serie española de historietas que son una parodia de la serie de manga y anime Dragon Ball. Fue dibujada por los autores españoles Nacho Fernández y Álvaro López para Camaleón Ediciones a partir de 1993.
El estilo de dibujo de DF ha evolucionado a lo largo de la serie, manteniéndose al principio fiel a Akira Toriyama, para después evolucionar en tramas que se alejan mucho del argumento de la serie original (aunque parodiando a todos sus personajes).

## Trama
Todo comienza cuando Sosón Goku (basado en Son Goku) llega a la Tierra a bordo de una pequeña nave espacial que tiene un aspecto similar al Pac-Man. Este llega a la casa de Chungohan (basado en el abuelo Son Gohan), donde tienen una breve pelea, y tras ser derrotado por Chungohan, este lo lanza fuertemente desde lo alto de una montaña, por lo que Sosón sale afectado por un serio golpe en la cabeza. Tras ello, se vuelve una buena persona e idiota, y obedece todas las órdenes de su nuevo abuelo. Una noche de media luna, Sosón miró la luna y se transformó en mono gigante. Chungohan huye dejando una nota en la que dice haberse transformado en una esfera. Posteriormente, aparecerá Wilma (basada en Bulma) buscando las esferas de Kehu-Ron (basado en Shenlong), capaces de conceder cualquier deseo.
En este cómic, a diferencia del manga original, son 9 Dragon Balls (son 8 esferas, más una blanca).
La historia va cambiando bastante a lo largo de la serie. Los primeros tomos intentan contar la historia de Dragon Ball parodiándola a su manera, de forma bastante breve. Cuando comienza la saga Z, se hace de forma algo más exhaustiva, aunque creando muchos personajes nuevos. En el número 1 de Super Dragon Fall Turbo, los autores deciden saltarse por completo el guion original, y empiezan a usar su propia historia, que posteriormente terminará en el número 47.

## Guiños
En esta saga hay numerosos guiños a otras series como Ranma ½, Transformers, GUNNM, Astérix, Tintín, Las Tortugas Ninja, Power Rangers, Doraemon, Macross, He-Man, Evangelion, Superlópez, también de videojuegos como Street Fighter II y Darkstalkers, así como a películas Star Wars, Hellraiser, Mars Attacks!, Jurassic Park, Judge Dredd e incluso de juegos de mesa como Warhammer 40.000 y política con una breve aparición de Aznar. Hasta hay ciertas Parodias a personajes del slasher como parodias a de Freddy Krueger de A Nightmare on Elm Street y a Jason Voorhees de Viernes 13.

## Publicación
Dragon Fall se publicó en un formato similar a Dragon Ball, en pequeños fascículos de tapa blanda que salían con una periodicidad teórica mensual. Posteriormente, se decidió relanzarlos en formato tomo, incluyendo algunas historias inéditas cortas realizadas por David Ramírez.
El orden de la colección fue algo caótico, empezando por un número 0 que cuenta la historia de Célula, para pasar al número 1, donde comienza verdaderamente la historia. Sigue normalmente hasta el número 30, tras el cual va un especial de Crónicas Venusianas. Sigue del 31 al 38, luego un n.º 1 Super Dragon Fall Turbo, y a partir de ahí los Dragon Fall Turbo del 39 al 47. La propia editorial, al relanzar la colección en tomos, se olvidó uno de los números, y publicó alguno en orden incorrecto.

### Especiales Serie LILA
- Número especial, 0
- Número especial, 00 - Crónicas Venusianas

### Etapa Dragon Fall
- 01 - El principio.
- 02 - El Duende Tarugo
- 03 - Abracadabra
- 04 - ¡¡Es la guerra!!
- 05 - ¡¡Vamos todos a la carga con el palo que se alarga!!
- 06 - ¡¡Nueva edición del Gran Torneo (sigh)!!
- 07 - ¡¡El tonto de Sosón ha pegado el estirón!!
- 08 - ¡¡El tonto de Sosón (ahora sí) ha pegado el estirón!!
- 09 - Llega Vegetal (y tal)
- 10 - Quien siembra...
- 11 - Va de hostias.
- 12 - Lluvia de castañas.
- 13 - ¡¡Váyase, señor Vegetal!!
- 14 - Wilma, chapuzas a domicilio.
- 15 - ¡¡Invasión!!
- 16 - Wilma, chapuzas a domicilio.
- 17 - ¡¡Go!! ¡¡Go!! Power...!!
- 18 - ¡¡¡Con más de mil elefantes!!!
- 19 - No digáis que no os lo advertí
- 20 - Cuidadín... no te vayas a partir la christmas
- 21 - Turbo Aventura Espacial
- 22 - ¡¡No me toques las bolas!!
- 23 - ¡¡Al rico marciano!!
- 24 - La cosa va a petar
- 25 - La invasión de los Tamagotchi.
- 26 - Hostias cibernéticas.
- 27 - Parece que va a llover (hostias).
- 28 - Me parece que nos atacan.
- 29 - Problema con Celulitis (jódete so gorda).
- 30 - Celulitis insiste (¡Jo!)
- 31 - Rock & Roll high school.
- 32 - Super, Super-Man.
- 33 - La llegada del reino (sic.)
- 34 - Pero ¿Dónde está Sosón Gokuh?
- 35 - Hay hostias para parar un tren.
- 36 - Un Superpuyadín bien guapo.
- 37 - Ensalada de puños y Come James.
- 38 - ¡¡Salvad al soldado Ryan!!

### Etapa Dragon Fall Turbo
- 01 (sin título) (éste no aparece en los tomos recopilatorios que salieron posteriormente)
- 39 (sin título)
- 40 (sin título)
- 41 (sin título)
- 42 (sin título)
- 43 (sin título)
- 44 (sin título)
- 45 (sin título)
- 46 (sin título)
- 47 (sin título)

### Etapa Dragon Fall GTI
- Especial GTI 1 (sin título)
- Especial GTI 2 (sin título)

### Dragon Fall en el extranjero
En 1999 la editorial A4 publicó en Argentina varios episodios de Dragon Fall, con diálogos adaptados de modo que se usaran expresiones y modismos locales. En esta edición, los especiales de Dragon Fall GTI (que se llaman OGT) tienen un final alternativo compuesto de un mini-episodio de 12 páginas y un episodio de 24 páginas posterior realizados por sunshine studios, los mismos autores que después harían Suigeneris Evangeniol.
En 2006, Akileos adquirió los derechos para la edición en francés (traducción de Germanico Laposse) en Francia, Bélgica, Suiza y Canadá. Esta edición parte de la edición española compilada en 10 volúmenes más el número 0.

## Parodias
- Dragon Ball
- Transformers
- Final Fight
- Street Fighter
- Mortal Kombat
- Ranma ½
- GUNNM
- Astérix
- Tintín
- Las Tortugas Ninja
- Power Rangers
- Darkstalkers
- Star Wars
- Hellraiser
- Jurassic Park
- Judge Dredd
- Pesadilla en la calle del infierno
- Viernes 13
- Dragon Ball Z
- Dragon Ball GT
- Star Trek
- Evangelion
- Phantasm
- Macross